# Filippo Juvarra
Filippo Juvarra, född 7 mars 1678 i Messina, död 31 januari 1736 i Madrid, var en italiensk arkitekt och teaterdekoratör. 

## Biografi
Juvarra var elev till arkitekten Carlo Fontana.
Hans enda bevarade verk i Rom är Cappella Antamoro (1708–1710) i kyrkan San Girolamo della Carità i närheten av Piazza Farnese. Kapellet uppvisar en rik marmorklädsel, och en originell skulpterad altaruppsättning framställer helgonet Filippo Neris himmelsfärd mot bakgrund av en gloria i form av ett stort, ovalt fönster. Skulpturen är utförd av Pierre Legros den yngre.
Mest känd är dock Juvarra för att ha ritat Basilica di Superga (1716–1727) i Turin. Den uppfördes som ett tackoffer för Turins befrielse efter den franska belägringen 1706. Liksom de flesta barockarkitekter hade Juvarra blick för läge, och kyrkan är belägen på toppen av en brant kulle, 450 m ovanför staden. Juvarra utformade den så att kupolen och portalens volymer markerades. Kupolen med sina parställda kolonner och tunga ribbor har influerats av Peterskyrkans kupol. Portiken är strängt klassisk, men tornhuvarna är i mogen barock med rötter hos Borromini. De invecklade svängda formerna var däremot sällsynta i Italien och förknippas vanligen med Österrike och Sydtyskland, en typisk blandning i den sena internationella stilen.

## Bilder
| - Cappella Antamoro i San Girolamo della Carità. - La Superga. |